# Бланк Рувим Маркович
Рувим Маркович (Мордкович) Бланк (Rubin, Ruben, Reuben Blank ; 23 липня 1868, Кишинів, Бессарабська область — 3 квітня 1954, Нью-Йорк) — хімік, економіст, публіцист та редактор, громадський діяч. Доктор природничих наук.

## Життєпис
Рувим Маркович Бланк народився 1868 року в Кишиневі в єврейській купецькій (2-ї гільдії) сім'ї. Батько, Мордко Абрамович Бланк (1837-?), разом із чоловіком своєї сестри були співвласниками банківської контори Єфрусі та Бланка у Кишиневі. Мати — Гітл Бланк (1839-?). Дід, Абрам Мотелевич Бланк (1816-?), був купцем третьої гільдії.
У 1884 році був заарештований за участь у молодіжному революційному гуртку, звинувачений у гектографічному поширенні нелегальної літератури та наступного року висланий до Червоного Яру Астраханської губернії терміном на 3 роки. Після заслання повернувся до Кишинева, в 1889 році вступив до Цюрихського університету . У 1893—1895 роках навчався на хімічному відділенні Берлінського університету. Брав участь у роботі «Фонду вільної російської преси», був членом «Товариства взаємодопомоги», організованого російськими студентами в Берліні .
Науковий ступінь доктора філософії отримав у Берлінському університеті в 1895 році (за дисертацію про бензолмалінову та метахлорбензолмалінову кислоти та їх стереохімічні властивості), з 1896 року вдосконалювався в Паризькому та Брюссельському університетах, потім повернувся до Німеччини. У 1896 році розробив новий, заснований на стереохімічних властивостях малинових кислот, спосіб штучного приготування фарби індиго (синтез індиго шляхом нагрівання етиланілідомалонату з утворенням індоксилової кислоти, синтез Бланку); описав новий метод конденсації оксималонових ефірів із синтезом етилентетракарбоксилату (шляхом впливу карбонату калію на розчин ефірного бромомалонату, метод Бланка-Самсона, 1899).
До 1905 року жив у Франкфурті-на-Майні та Берліні, займався єврейською громадською діяльністю під егідою Hilfsverein der Deutschen Juden, організацією допомоги жертвам Кишинівського погрому, входив до редколегії інформаційного органу «Russische Korrespondenz», публікував публіцистичні матеріали економічного та соціологічного характеру як російською (журнал «Звільнення»), так і німецькою мовами. З 1905 року був співробітником редакції газети «Наше Життя» в Санкт-Петербурзі, з 1906 року — редактор цієї газети, потім — газети «Товариш», яка стала правонаступницею. У 1909 році разом із українським ученим, професором Максимом Ковалевським заснував політичний, економічний, науковий та літературний тижневик «Запити Життя», був його редактором (1909—1912).
На початку 1910-х років став членом петербурзької ложі «Велика ведмедиця», що входила у Великий схід народів Росії . Потім член ложі «Людство».
Наприкінці листопада 1914 року залишив Санкт-Петербург, у роки Першої світової війни був посланником Об'єднаного комітету єврейських політичних організацій у Лондоні, Парижі та Нью-Йорку. У травні 1917 році повернувся до Петрограда, але після Жовтневого перевороту (11 березня 1918) знову виїхав до Лондона, потім до Франції, звідти до Німеччини, де був активний в емігрантських громадських організаціях. Був членом Закордонного комітету Трудової народно-соціалістичної партії, в 1919 році став засновником Комітету допомоги російським письменникам і вченим у Франції (згодом його секретар і скарбник), в 1920 році обирався до складу Комітету Російського товариства Ліги народів, в 1921 році в Берліні очолив Російський суспільний комітет з організації допомоги голодуючим у Росії, 1922 року — Комітет допомоги голодуючим єврейському населенню Росії та України. 20 січня 1923 року був обраний головою Берлінського Комітету Товариства допомоги політичним ув'язненим та засланим у Росії. У 1919—1924 роках — редактор тижневика «Єврейська трибуна» («La Tribune Juive: revue hebdomadaire»): organe des juifs de Russie, разом з М. Л. Гольдштейном).
В 1927 році через розбіжності з Сергієм Мельгуновим вийшов з паризької групи Трудової народно-соціалістичної партії. З 1927 року брав участь у діяльності Товариства поширення ремісничої та землеробської праці серед євреїв у Парижі, був членом ревізійної комісії Політичного Червоного Хреста та ініціативної групи «Гуртка російсько-єврейської інтелігенції в Парижі». Співпрацював у газетах « Останні новини» та «Дні».
Автор книг російською, французькою та німецькою мовами — «Роль єврейського населення в економічному житті Росії» (СПб, 1908), «Юда Іскаріот у світлі історії: Нарис результатів критичного дослідження історичного змісту Євангелій» (Берлін: Ватага, 1923), «Ліга Націй. Її організація, її конституція, її значення для міжнародного світу» (Берлін: Міжнародне видавництво, 1924), «Америка: Природа, населення, державний устрій, культура» (Париж: Міжнародне видавництво, 1928), «Александр Ісаєвич Браудо, 1864–1924» (з Леонтієм Брамсоном та Соломоном Познером, Париж: Видання «Кружка російсько -єврейської інтелігенції, 1937»), "Adolf Hitler: із передмовою Павла Мілюкова, Париж: L. Beresniak, 1938) та інших.
Після початку другої світової війни жив у США. Член Союзу російських євреїв у США. З 1953 року тяжко хворів. Кремований.

## Книги
- Роль єврейського населення економічному житті Росії. СПб: Вісник Європи (Друкарня Першої Санкт-Петербурзької трудової артілі), 1908. — 64 с.
- Юда Іскаріот у світлі історії: Нарис результатів критичного дослідження історичного змісту Євангелій. Друкарня Куммер та К°. Берлін: Ватага, 1923.
- Ліга Націй. Її організація, її конституція, її значення для міжнародного світу. Берлін: Міжнародне видавництво, 1924 р.
- Америка: Природа, населення, державний устрій, культура. Париж: Міжнародне видавництво, 1928 р.
- Олександр Ісаєвич Браудо, 1864–1924: нариси та спогади (з Л. М. Брамсоном та С. В. Познером). Париж: Видання «Кружка російсько-єврейської інтелігенції», 1937.
- Adolf Hitler: «Ses aspirations, sa politique, sa propagande et les» " Protocoles des Sages de Sion " (з передмовою П. М. Мілюкова). Париж: L. Beresniak, 1938. — 221 с.

## Родина
- Сестра — історик Хава Мордківна Бланк (Хова Мордховна, Єва Марківна; 1870-?) — була одружена з двоюрідним братом, публіцистом Борисом Йосиповичем (Бенціоном Йосиповичем) Ефрусі .
- Двоюрідні сестри та брат (з боку батька) — доктор філософських наук Поліна Йосипівна Ефруссі, доктор медичних наук Зінаїда Йосипівна Мічник і письменник Юлій (Йойл) Аронович Клігман, який за радянських часів публікувався під псевдонімом Юрій Калугін.